# Cherville
Pour les articles homonymes, voir Cherville (homonymie).
Cherville est une commune française, située dans le département de la Marne en région Grand Est.

## Géographie
Cherville est une commune de la Champagne crayeuse, proche de la vallée de la Marne. Le village se situe à l'extrême nord du territoire de la commune, qui s'étend sur 376 hectares
. Cherville est limitrophe de Jâlons, à l'est, et d'Athis, à l'ouest. La commune est desservie par la route départementale 3, reliée au village par la RD 637. La ligne ferroviaire Paris - Strasbourg traverse également Cherville.
À l'ouest de la comme, se trouvent les marais d'Athis-Cherville. Il s'agit d'un site d'importance communautaire du réseau Natura 2000. Les marais sont constitués de tourbières alcalines très bien conservées.
|       |                       |        |
| Athis | Cherville             | Jâlons |
|       | Champigneul-Champagne |        |

### Hydrographie
La commune est dans la région hydrographique « la Seine de sa source au confluent de l'Oise (exclu) » au sein du bassin Seine-Normandie. Elle est drainée par la Noire, le Fossé 01 de la Noue de Fer et divers autres petits cours d'eau,.

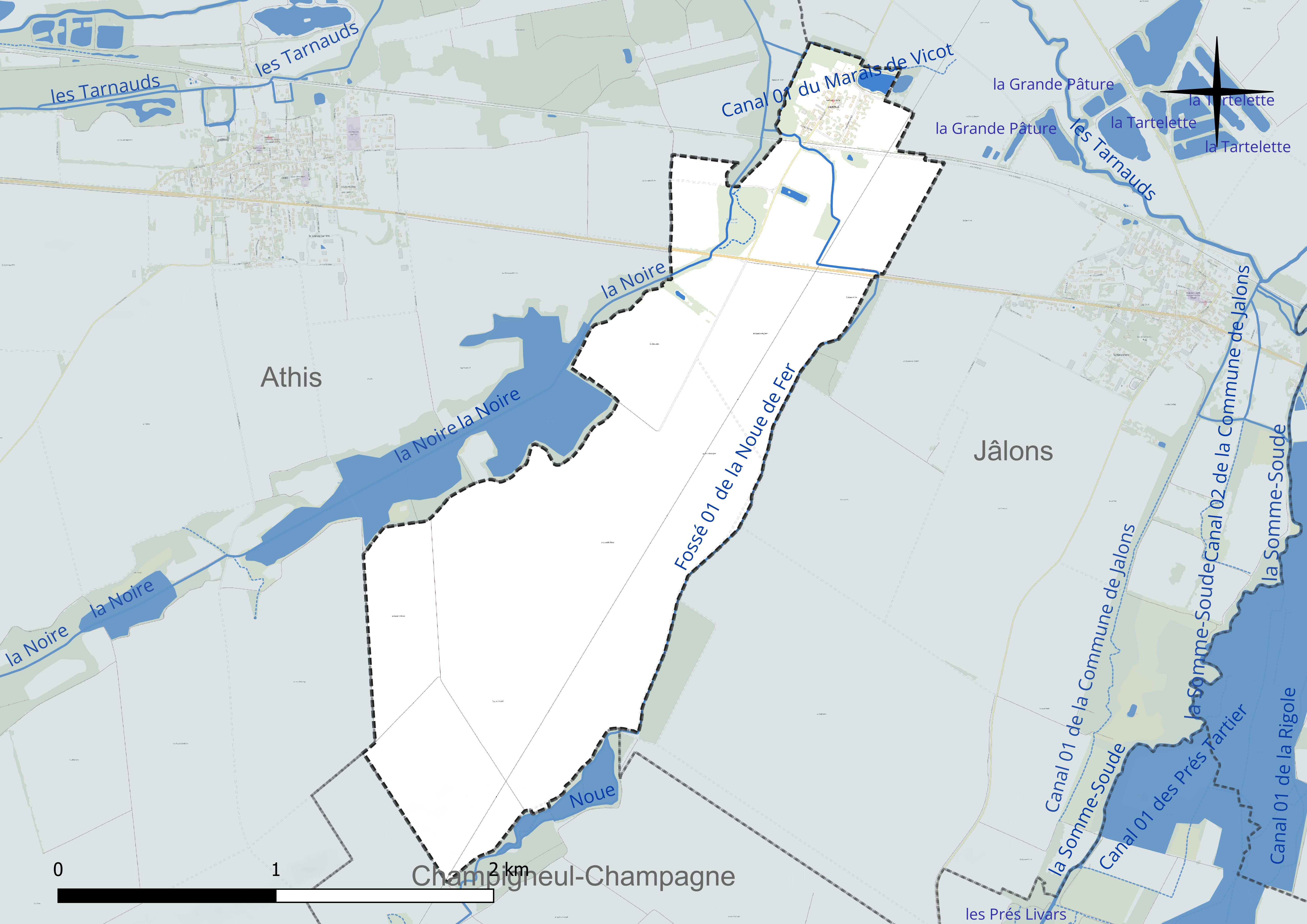
Réseau hydrographique de Cherville.

### Climat
Pour des articles plus généraux, voir Climat du Grand Est et Climat de la Marne.
En 2010, le climat de la commune est de type climat océanique dégradé des plaines du Centre et du Nord, selon une étude du Centre national de la recherche scientifique s'appuyant sur une série de données couvrant la période 1971-2000. En 2020, Météo-France publie une typologie des climats de la France métropolitaine dans laquelle la commune est exposée à un climat océanique altéré et est dans la région climatique  Nord-est du bassin Parisien, caractérisée par un ensoleillement médiocre, une pluviométrie moyenne régulièrement répartie au cours de l’année et un hiver froid (3 °C). 
Pour la période 1971-2000, la température annuelle moyenne est de 10,5 °C, avec une amplitude thermique annuelle de 16,2 °C. Le cumul annuel moyen de précipitations est de 671 mm, avec 10,7 jours de précipitations en janvier et 7,9 jours en juillet. Pour la période 1991-2020, la température moyenne annuelle observée sur la station météorologique de Météo-France la plus proche, « Bouzy-Civc », sur la commune de Bouzy à 7 km à vol d'oiseau, est de 11,5 °C et le cumul annuel moyen de précipitations est de 687,5 mm. 
La température maximale relevée sur cette station est de 41,2 °C, atteinte le 25 juillet 2019 ; la température minimale est de −20,5 °C, atteinte le 16 janvier 1985,,. 
Les paramètres climatiques de la commune ont été estimés pour le milieu du siècle (2041-2070) selon différents scénarios d'émission de gaz à effet de serre à partir des nouvelles projections climatiques de référence DRIAS-2020. Ils sont consultables sur un site dédié publié par Météo-France en novembre 2022.

## Urbanisme

### Typologie
Au 1er janvier 2024, Cherville est catégorisée commune rurale à habitat dispersé, selon la nouvelle grille communale de densité à sept niveaux définie par l'Insee en 2022.
Elle est située hors unité urbaine et hors attraction des villes,.

### Occupation des sols
L'occupation des sols de la commune, telle qu'elle ressort de la base de données européenne d’occupation biophysique des sols Corine Land Cover (CLC), est marquée par l'importance des territoires agricoles (96,3 % en 2018), une proportion identique à celle de 1990 (96,3 %). La répartition détaillée en 2018 est la suivante : 
terres arables (87,5 %), zones agricoles hétérogènes (8,7 %), forêts (3,7 %). L'évolution de l’occupation des sols de la commune et de ses infrastructures peut être observée sur les différentes représentations cartographiques du territoire : la carte de Cassini (XVIIIe siècle), la carte d'état-major (1820-1866) et les cartes ou photos aériennes de l'IGN pour la période actuelle (1950 à aujourd'hui).

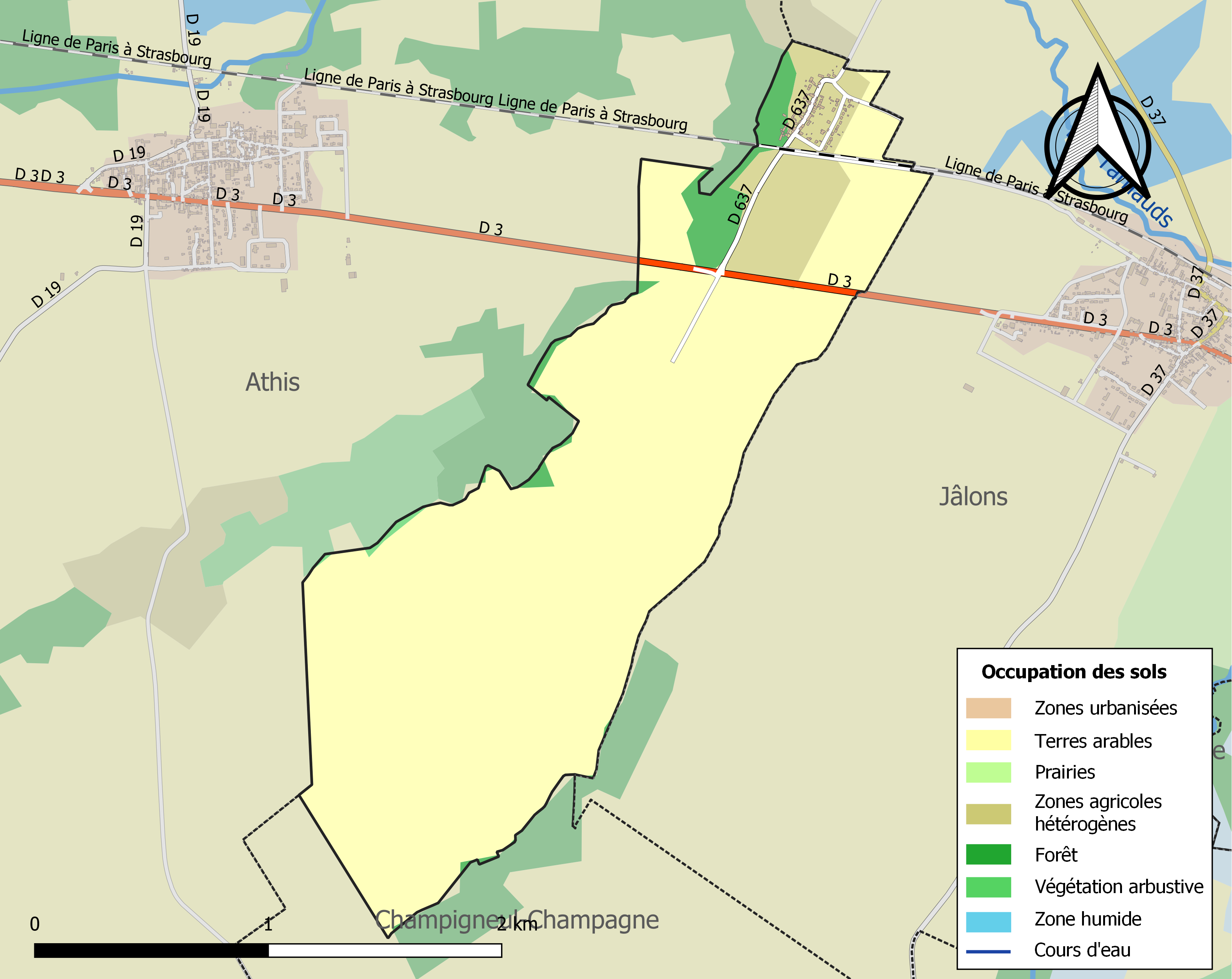
Carte des infrastructures et de l'occupation des sols de la commune en 2018 (CLC).

## Toponymie
Le nom de la localité est attesté sous les formes Caprilla en 1076 et Chevrilles en 1161.
Contrairement aux apparences et comme le montrent les formes anciennes, il ne s'agit pas d'une formation toponymique médiévale en -ville, mais de tout autre chose. Le radical Capr- est celui du nom de la chèvre dans la version latinisée du XIe siècle, confortée par la forme d'oïl du XIIe. En effet, le latin capra « chèvre » a régulièrement abouti au français chèvre, l'élément -illa > -ille représente un suffixe d'origine latine peu courant en français. Le sens global de Chevrille est « élevage de chèvres ». La métathèse de [r] a été motivée par le fait que le nom était devenu opaque et par l'attraction analogique des noms en -ville. Le toponyme s'est compris « chère ville ».

## Politique et administration
Lors de sa création, la commune est intégrée au sein du canton de Jalons, dans le district de Châlons. C'est en 1801 qu'elle rejoint le canton d'Écury-sur-Coole dans l'arrondissement de Châlons-en-Champagne. Dans le cadre du redécoupage cantonal de 2014 en France, la commune fait désormais partie du canton de Châlons-en-Champagne-2.

### Intercommunalité
Conformément au schéma départemental de coopération intercommunale de la Marne du 15 décembre 2011, la commune antérieurement membre de la communauté de communes de Jâlons, est désormais membre de la nouvelle communauté d'agglomération Cités-en-Champagne.
Celle-ci résulte en effet de la fusion,  au 1er janvier 2014, de l'ancienne communauté d'agglomération de Châlons-en-Champagne, de la communauté de communes de l'Europort, de la communauté de communes de Jâlons (sauf la commune de Pocancy qui a rejoint la communauté de communes de la Région de Vertus) et de la communauté de communes de la Région de Condé-sur-Marne,.

### Liste des maires

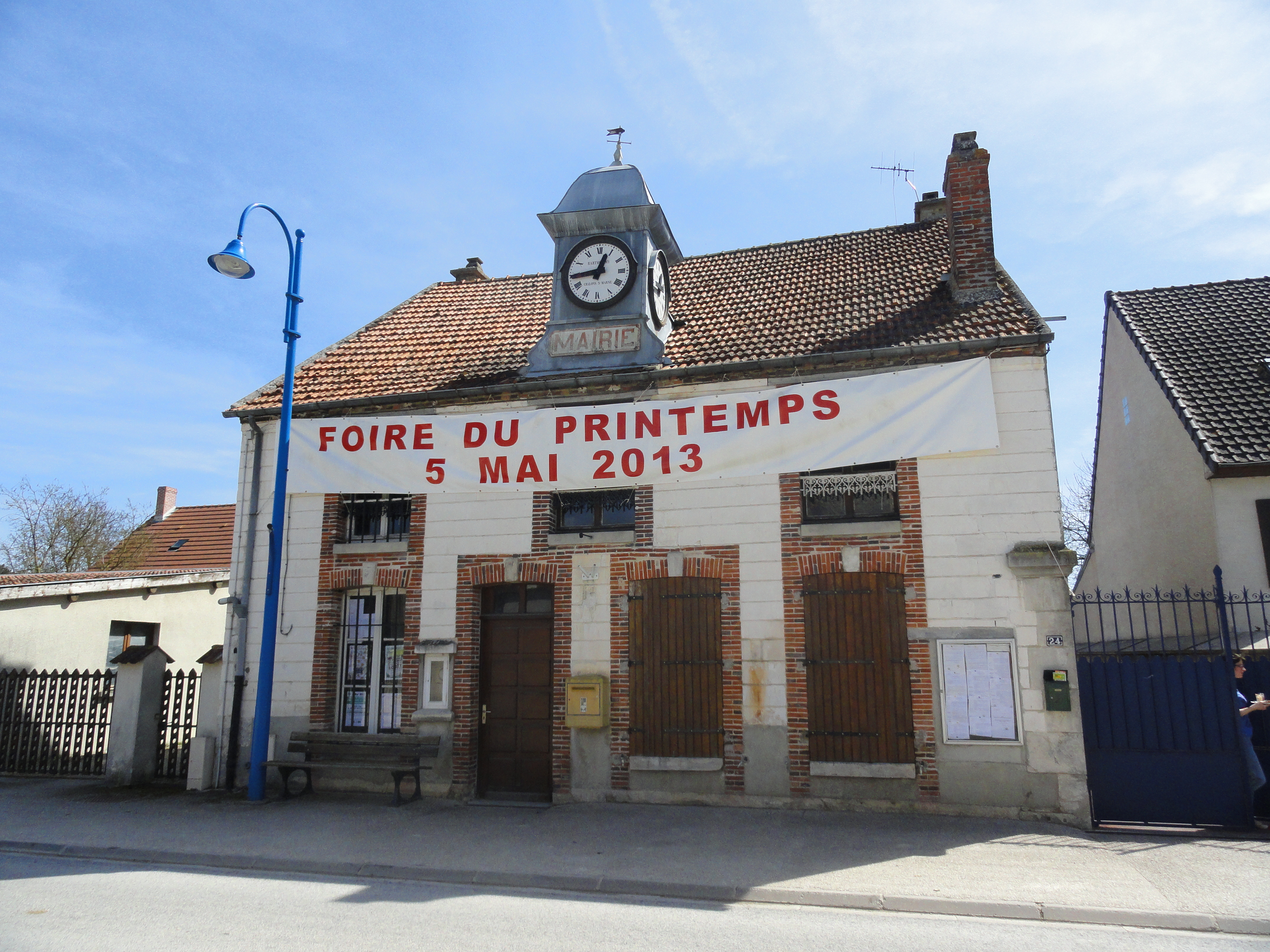
La mairie de Cherville.

| Période                                  | Période                      | Identité                    | Étiquette | Qualité |
| ---------------------------------------- | ---------------------------- | --------------------------- | --------- | ------- |
| Les données manquantes sont à compléter. |                              |                             |           |         |
| 1865                                     | 1869                         | Antoine Huart               |           |         |
| 1869                                     | 1871                         | Léon Geoffroy               |           |         |
| 1872                                     | 1877                         | Joseph Rigobert Rolle       |           |         |
| 1877                                     | 1891                         | Jacques Bonnaire            |           |         |
| 1892                                     | 1903                         | Pierre Louis Pérot          |           |         |
|                                          |                              | Ernest Brodier              |           |         |
| 2001                                     | 2014                         | Claudine Desmichel-Vauzelle |           |         |
| 2014                                     | En cours (au 4 juillet 2014) | Brigitte Guérin             |           |         |

## Population et société

### Démographie
Les habitants de Cherville sont les Chervillois et Chervilloises.

L'évolution du nombre d'habitants est connue à travers les recensements de la population effectués dans la commune depuis 1793. Pour les communes de moins de 10 000 habitants, une enquête de recensement portant sur toute la population est réalisée tous les cinq ans, les populations de référence des années intermédiaires étant quant à elles estimées par interpolation ou extrapolation. Pour la commune, le premier recensement exhaustif entrant dans le cadre du nouveau dispositif a été réalisé en 2008.

En 2022, la commune comptait 84 habitants, en évolution de +5 % par rapport à 2016 (Marne : −1,19 %, France hors Mayotte : +2,11 %).
| 1793 | 1800 | 1806 | 1821 | 1831 | 1836 | 1841 | 1846 | 1851 |
| ---- | ---- | ---- | ---- | ---- | ---- | ---- | ---- | ---- |
| 83   | 77   | 85   | 75   | 92   | 94   | 105  | 91   | 92   |

| 1856 | 1861 | 1866 | 1872 | 1876 | 1881 | 1886 | 1891 | 1896 |
| ---- | ---- | ---- | ---- | ---- | ---- | ---- | ---- | ---- |
| 90   | 81   | 85   | 83   | 79   | 80   | 72   | 66   | 70   |

| 1901 | 1906 | 1911 | 1921 | 1926 | 1931 | 1936 | 1946 | 1954 |
| ---- | ---- | ---- | ---- | ---- | ---- | ---- | ---- | ---- |
| 65   | 78   | 68   | 57   | 50   | 45   | 45   | 50   | 50   |

| 1962 | 1968 | 1975 | 1982 | 1990 | 1999 | 2006 | 2008 | 2013 |
| ---- | ---- | ---- | ---- | ---- | ---- | ---- | ---- | ---- |
| 39   | 35   | 38   | 96   | 108  | 91   | 92   | 92   | 79   |

| 2018 | 2022 | - | - | - | - | - | - | - |
| ---- | ---- | - | - | - | - | - | - | - |
| 82   | 84   | - | - | - | - | - | - | - |

## Culture et patrimoine

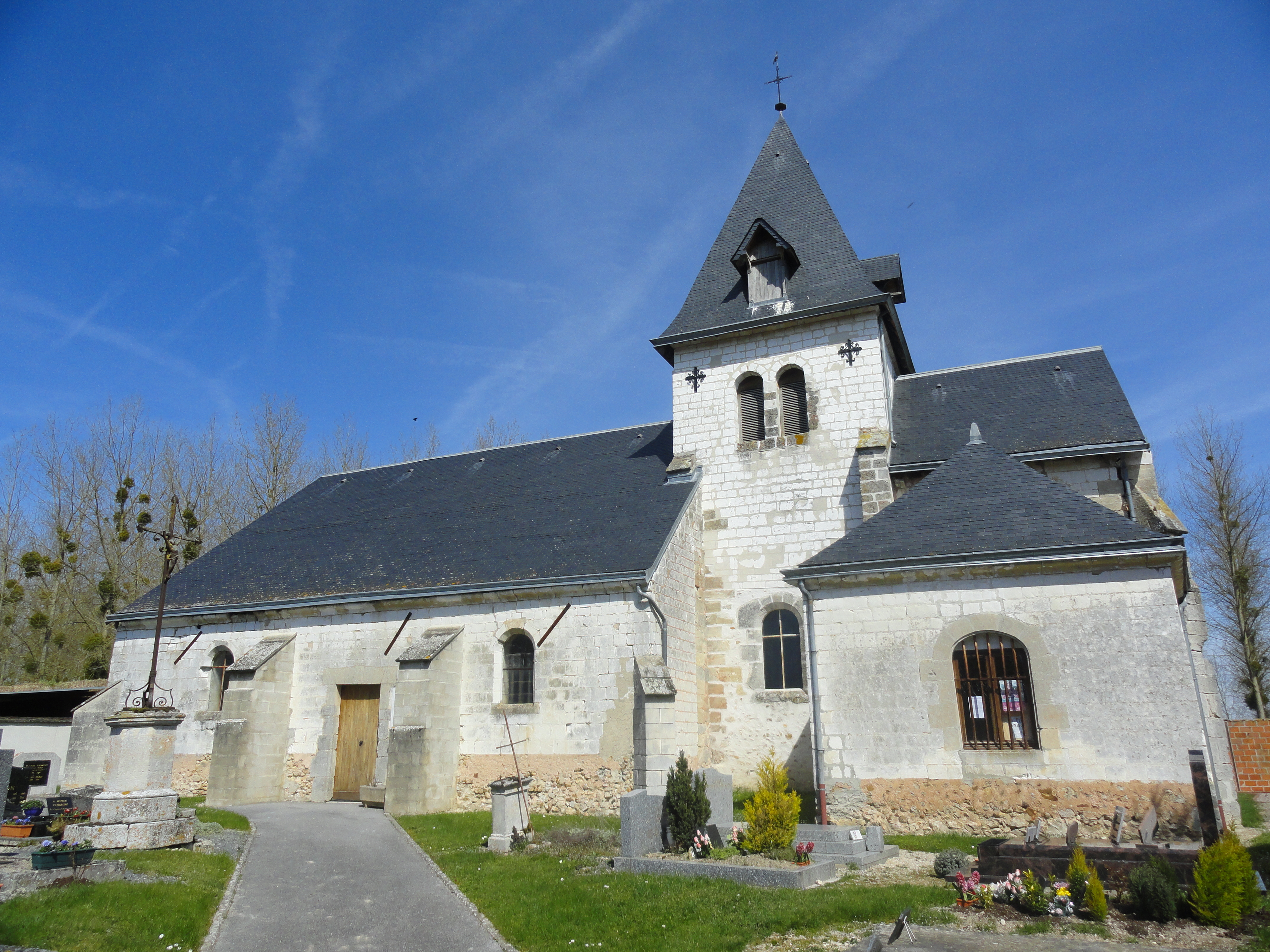
L'église Saint-Basle.

### Lieux et monuments
L'église de Cherville est dédiée à saint Basle et remonte aux débuts de l'architecture gothique. Elle fait partie de la paroisse « Saint Ephrem de la Berle aux Tarnauds ». On y trouve un tableau de saint Basle du début du XIXe siècle. Il est orné d'un cadre en bois doré datant du XVIIIe siècle. L'ensemble est classé monument historique au titre d'objet depuis 1966.